# Epsilon Eridani c
Epsilon Eridani c is een niet bevestigde exoplaneet die draait om de oranje dwerg Epsilon Eridani. De exoplaneet bevindt zich ongeveer 10,5 lichtjaar van de Aarde vandaan en staat in het sterrenbeeld Eridanus. De exoplaneet is vanaf Epsilon Eridani gezien de tweede planeet. De andere exoplaneet in dit planetenstelsel is Epsilon Eridani b.
Computersimulaties van de stofschijf rond Epsilon Eridani suggereerde de aanwezigheid van een tweede planeet. De planeet Epsilon Eridani c zou een halve lange as van 40 AU, met een excentriciteit van 0,3 en een periode van 280 jaar hebben. Het is onbekend hoe de planeet in zo'n wijde baan rond de ster is beland.